# هاري ويلكينسون (لاعب كرة قدم)
هاري ويلكينسون (بالإنجليزية: Harry Wilkinson)‏ (20 مارس 1926 في المملكة المتحدة - ) هو لاعب كرة قدم بريطاني في مركز نصف الجناح. لعب مع تشيلسي وكولتشستر يونايتد ونادي إكزتر سيتي ونادي فوكستون.